# Megachile candentula
Megachile candentula är en biart som beskrevs av Cockerell 1915. Megachile candentula ingår i släktet tapetserarbin, och familjen buksamlarbin. Inga underarter finns listade i Catalogue of Life.